# Cooksonia
Genre
Cooksonia est un genre éteint de plantes terrestres primitives.
Ce genre représente peut-être le plus ancien type de plante vasculaire : les polysporangiophytes. Les Cooksonia les plus anciennes remontent au milieu du Silurien, il y a environ 425 millions d'années. Elles ont été trouvées dans une région allant de la Sibérie à l'est des États-Unis et au Brésil. La plupart des types de Cooksonia ont été identifiés en Irlande, au Pays de Galles et en Angleterre. On en a également retrouvé en Libye, en République tchèque, au Kazakhstan et en Bolivie. Le genre Cooksonia est surtout répandu en Euramérique.

## Étymologie
Les premières Cooksonia ont été découvertes par William Henry Lang (1874-1960) de l'université de Manchester, en 1937. Il les a nommées en honneur d'Isabel Clifton Cookson (1893-1973), avec qui il avait collaboré.

## Description
Les Cooksonia sont des plantes de quelques centimètres de hauteur, structurellement simples. Elles ne portent ni feuilles ni fleurs, mais présentent une tige simple qui bifurque en quelques embranchements. Chaque branche se terminait par un sporange, structure arrondie contenant les spores. Aucun individu trouvé ne présente de racines : la plante était attachée au sol soit au moyen de radicelles très fines (les fossiles sont fragmentaires), soit par un autre moyen inconnu, peut-être des crampons comme certaines algues, ou peut-être comme le mycélium des champignons symbiotiques. Certains fossiles présentent une bande noire au centre de leur tige, ce qui a pu être interprété comme les restes de trachéides. Tous les individus ne présentant pas cette particularité, ce qui peut signifier soit que certaines Cooksonia ne disposaient pas de tissu vasculaire, soit qu'il n'a pas été préservé par le processus de fossilisation.
La relation entre les espèces connues de Cooksonia et les plantes modernes n'est pas éclaircie. Les Cooksonia semblent être proches de la divergence entre les Rhyniophytes et les Lycopodiopsides. Il est possible que le genre Cooksonia ne constitue pas un clade, mais soit un regroupement paraphylétique de lignées d'origines différentes mais présentant des adaptations similaires (voir type biologique et classification phylogénétique du vivant).

## Espèces

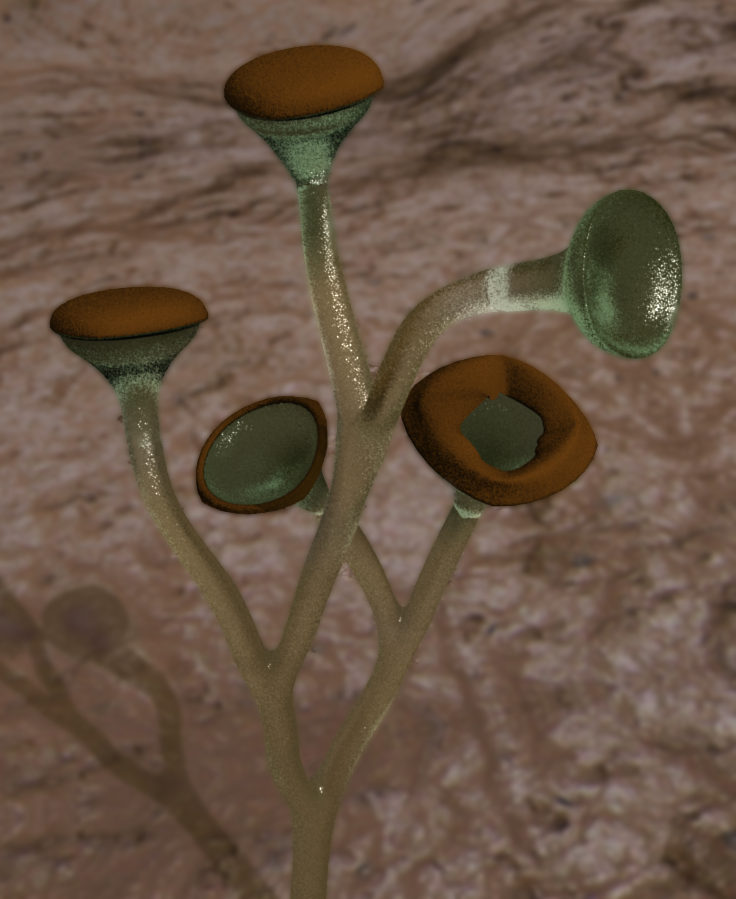
Restitution du sporophyte de Cooksonia pertoni.

Cinq espèces de Cooksonia ont été clairement identifiées, qui datent du Silurien et du Dévonien.
- Cooksonia pertoni
- Cooksonia hemisphaerica
- Cooksonia cambrensis
- Cooksonia caledonica
- Cooksonia paranensis

Ces espèces se distinguent principalement par la forme des sporanges.